# Pearson (maison d'édition)
Pour les articles homonymes, voir Pearson.
Pearson PLC est un groupe éditorial spécialisé dans l'édition éducative basé à Londres au Royaume-Uni.
Société en holding coté en bourse, ce groupe est à ce jour[Quand ?] l'un des trois premiers conglomérat d'édition mondiaux, avec RELX Group et Thomson Reuters. C'est le plus important éditeur de livres en Europe, mais également en Grande-Bretagne, en Inde, en Australie et en Nouvelle-Zélande, et le deuxième aux États-Unis et au Canada.

## Histoire

### Création en 1844
Fondée par l'ingénieur Samuel Pearson en 1844 sous le nom de S. Pearson & Son et spécialisée dans la construction, cette entreprise s'établit à Londres en 1880 et s'affirme alors comme un puissant groupe spécialisé dans l'ingénierie et les grands travaux (zones portuaires, ponts, voies ferrées), grâce au petit-fils du fondateur, l'ingénieur Weetman Pearson (1856-1927), qui en assure la présidence. Pearson possédait la Mexican Eagle Petroleum Company, revendue en 1920 à Shell.
De 1919 à 1999, Pearson possédait une large part du capital de la banque Lazard : passé cette date, le groupe revend ses parts et poursuit avec force accélération une politique de consolidation de ses filiales, assuré désormais d'une importante réserve de trésorerie.

### Développement dans la seconde moitié duXXesiècle

#### Entrée en bourse et acquisition de nombreux éditeurs dans les années 1950 à 1980
Pearson rachète le Financial Times et acquiert la moitié du magazine The Economist en 1957. Puis c'est au tour de l'éditeur Longman d'être racheté en 1968, Penguin Books en 1970 puis Ladybird Books en 1972. Entretemps, Pearson réalise son entrée en bourse au London Stock Exchange en 1969. La division Penguin Books est fusionnée avec l'éditeur américain Viking Press en 1975 donnant à Penguin Books une présence forte sur le marché américain.
En 1988, Pearson acquiert d'Addison-Wesley, un éditeur scolaire et scientifique américain créé en 1942, qu'il fusionne avec Longman pour former Addison-Wesley Longman.

#### Diversification dans les années 1980 et 1990
En 1986, Pearson participe au lancement de British Satellite Broadcasting, un bouquet satellite qui fusionne en 1990 avec Sky Television plc (en) pour former BSkyB. Pearson conservera une participation de 17,5 % dans BSkyB qu'elle vend en 1995. Cette même année, le Financial Times lance son site internet : ft.com. Pendant les années 1990, Pearson acquiert beaucoup d'actifs dans les domaines de la diffusion et la production télévisée. C'est le cas notamment de Thames Television en 1994.
En juillet 2000, Pearson fusionne ses activités télévisées (regroupées dans Pearson TV) avec la CLT pour former RTL Group. À l'issue de l'opération, Pearson reçoit 22 % des parts de RTL Group.

### Recentrage sur l'éducation dans les années 2000

#### Nouvelles opérations de croissance externe à la fin des années 1990 et dans les années 2000
Pearson modifie son périmètre d'activité à la fin des années 1990 en se focalisant sur l'édition universitaire et scolaire. Westminster Press est vendu au groupe de journaux Newsquest (en) en 1996. Cette même année, Pearson acquiert la branche Éducation de HarperCollins à News Corporation. Puis en 1998, c'est au tour de la branche Éducation de Simon & Schuster (incluant Prentice Hall et Macmillan) d'être rachetée à Viacom. Cette branche est ensuite fusionnée avec Addison-Wesley Longman pour créer Pearson Education.
En 2000, Pearson procède à deux acquisitions majeures. Tout d'abord Dorling Kindersley, un éditeur documentaire anglais, est racheté en mars 2000 et intégré à Penguin pour former Penguin Group. Puis, en septembre 2000 c'est au tout de National Computer Systems (NCS) d'être racheté pour 2,4 milliards de dollars. NCS est leader sur le marché américain de l'évaluation pédagogique et des systèmes de gestion scolaire et est intégré à Pearson Education sous le nom de NCS Pearson. En 2001, Pearson consolide sa position d'éditeur scolaire au Japon par l'acquisition de 85 % des parts de Kirihara, un important éditeur scolaire japonais.
Pearson Education consolide ses positions sur le marché de l'évaluation pédagogique avec l'intégration d'Edexcel en 2003, Knowledge Technologies en 2004, AGS en 2005, National Evaluation Systems et Promissor en 2006.

#### Cession des activités télévisées en 2001 et des journaux entre 2007 et 2015
En 2001, Pearson participe à la création de FremantleMedia en lui cédant ses actifs de production télévisés puis, le 24 décembre 2001, Pearson annonce la cession des 22 % qu'il détenait dans RTL Group à Bertelsmann pour 1,5 milliard de dollars.
En novembre 2007, Pearson vend le quotidien Les Échos au groupe LVMH pour 240 millions d'euros.
Le 23 juillet 2015 est annoncé l'achat par le groupe Nihon Keizai Shimbun-sha du quotidien Financial Times pour 844 millions de livres (1,19 milliard d’euros). En août 2015, Pearson, après avoir vendu le Financial Times, annonce la vente pour 469 millions de livres de sa participation dans The Economist Group, à Exor et à la famille Rothschild. Par cette transaction, Exor monte sa participation de 4,7 % à 43,4 %. La division FT Deutschland avait déjà été cédée en 2008.
En août 2015, Pearson annonce la vente de sa participation de 50 % dans The Economist. Au total, Pearson cède ses parts pour 469 millions de livres, la famille Agnelli en achetant 38,7 % pour 287 millions de livres et le solde étant racheté par le groupe lui-même pour 182 millions de livres. Cette cession consacre la sortie totale de Pearson du secteur de la presse et finalement son recentrage sur ses activités d'éditeur scolaire et universitaire. Son directeur général, John Fallon, déclare à l'issue de la cession « Nous sommes désormais 100 % concentrés sur notre stratégie dans l'éducation mondiale. Le monde de l'éducation change rapidement et nous y voyons d'importantes opportunités ».

#### Fusion dePenguin GroupetRandom Houseen 2013
En juillet 2013, Penguin Group et Random House fusionnent pour créer Penguin Random House. Cette dernière est détenue à 53 % par le groupe allemand Bertelsmann et 47 % par le groupe britannique Pearson. En novembre 2013, Pearson vend Mergermarket à BC Partners pour 382 millions de livres.

#### Conjoncture peu favorable
En janvier 2016, Pearson annonce la suppression de 4 000 postes de par l'environnement difficile dans le secteur de l'éducation aux États-Unis. Pearson tient sa première journée des investisseurs en 8 ans le 17 juillet 2016 afin de restaurer la confiance des actionnaires et expliciter sa stratégie. Les résultats du 1er semestre 2016, annoncés le 29 juillet 2016 sont décevant et n'atteignent pas les prévisions des analystes financiers. Le chiffre d'affaires a notamment reculé de 11 % (hors variation des taux de change). L'action perd 9 % sur la séance du 29 juillet 2016.
En juillet 2017, Pearson annonce la vente d'une participation de 22 % dans Penguin Random House à Bertelsmann pour environ 1 milliard de dollars. Après cette opération Pearson garde une participation de 25 % dans Penguin Random House. En novembre 2017, Pearson annonce la vente de Wall Street English à Baring Private Equity Asia et CITIC Capital pour 300 millions de dollars. En décembre 2019, Pearson vend sa participation de 25 % dans Penguin Random House pour 675 millions de dollars à Bertelsmann.
En mai 2022, Pearson annonce la vente des activités de Courseware en Italie et en Allemagne pour 163 millions de livres. Le mois suivant Pearson annonce la vente de la maison québécoise ERPI à Transcontinental média.

## Principaux actionnaires
Au 24 janvier 2020:
| Schroder Investment Management     | 12,4% |
| Lindsell Train                     | 10,0% |
| Silchester International Investors | 10,0% |
| Threadneedle Asset Management      | 5,01% |
| Majedie Asset Management           | 4,99% |
| BlackRock Fund Advisors            | 4,05% |
| Jupiter Asset Management           | 3,13% |
| Lia Advisory (Malta)               | 3,12% |
| The Vanguard Group                 | 2,77% |
| Thornburg Investment Management.   | 2,65% |

## Identité visuelle (logotype)
À la fin de l'année 2015, Pearson décide de changer radicalement son identité visuelle. Le nouveau logo est composé d'un point exclarrogatif (interrobang en anglais) conçu par l'agence londonienne Freemavens. Le reste de l'identité graphique est confiée à l'agence Together Design (elle-aussi londonienne) qui s'appuie notamment sur la police d'écriture Playfair Display.

Logo jusqu'en 2010.
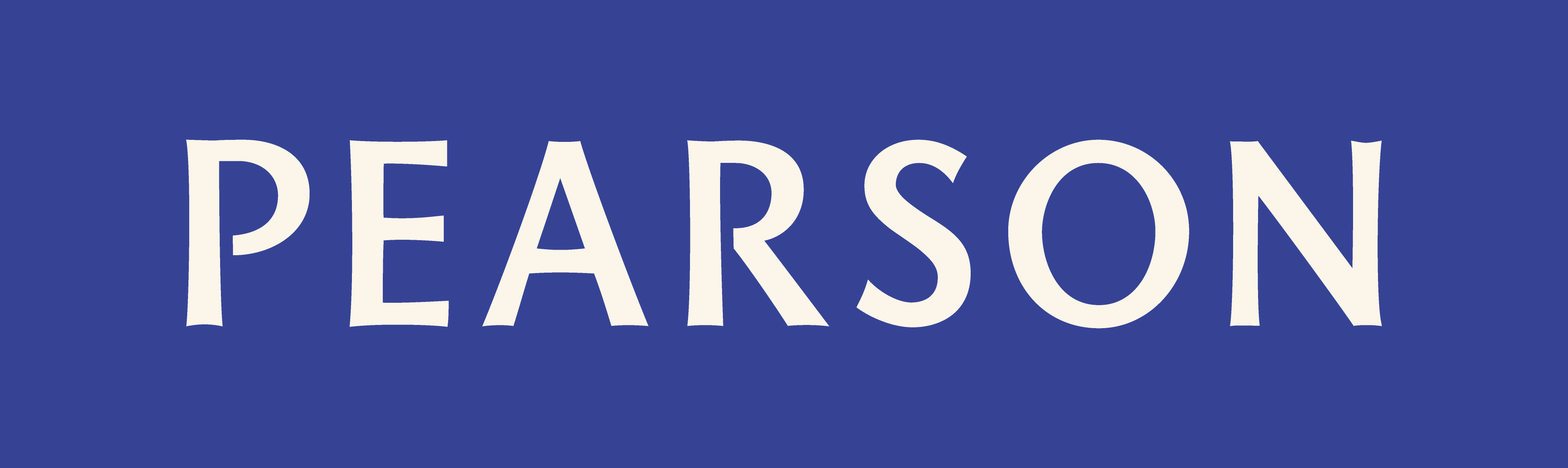
Logo de 2010 à 2015.
Logo depuis 2015.

## Pearson France
Le groupe, présent en France depuis 1972 sous différentes marques (dont InterÉditions), se développe selon certaines niches issues du fonds (dont Longman, Adisson-Wesley France, CampusPress, etc.). La filiale française a été renommée Pearson France (Paris 12e). Elle publie des livres destinés aux étudiants et aux entreprises ainsi que des méthodes d'apprentissage de l'anglais. Depuis 2008, les ECPA (Éditions du centre de psychologie appliquée), premier éditeur français d'outils d'évaluation psychométrique pour les professionnels de la santé et des ressources humaines, font partie du groupe Pearson.

## Départements éditoriaux
Pearson Language Tests est un nouveau secteur d’activités du groupe Pearson voué à l’évaluation de langue. Pearson Language Tests développe des tests et examens pour évaluer et accréditer le niveau des apprenants en anglais langue étrangère, tels que les London Tests of English et les London Tests of English for Children en association avec Edexcel (une société Pearson) et le Pearson Test of English, un nouveau test pour les étudiants d’enseignement supérieur sur format informatisé (CBT).
Le Pearson Test of English (PTE) est offert en collaboration avec le Graduate Management Admission Council (GMAC) et sera lancé mondialement début 2009. GMAC possède le Graduate Management Admission Test (GMAT), un test standardisé en langue anglaise permettant de mesurer des compétences jugés importantes pour l'étude du management et passé par plus de 200 000 étudiants par an dans une centaine de pays.